# Barløsegård
Barløsegaard er en lille hovedgård i landsbyen Barløse på Vestfyn. Gårdens historie går tilbage til middelalderen. Gården ligger i Barløse Sogn, Båg Herred, Odense Amt, Assens Kommune. Hovedbygningen er opført i 1819.
Barløsegaard Gods er på 232 hektar

## Ejere af Barløsegaard
- (1400-1565) Slægten Brok
- (1565-1591) Morten Brok
- (1591-1645) Forskellige Ejere
- (1645-1658) Assens Provsti
- (1658-1661) Jørgen Steensen Brahe
- (1661-1677) Anne Gyldenstierne gift Brahe
- (1677-1698) Marcus Gjøe
- (1698) Charlotte Amalie Marcusdatter Gjøe gift Due
- (1698-1716) Manderup Due
- (1716-1771) Christian Ottosen lensgreve Rantzau
- (1771-1814) Carl Adolph Christiansen lensgreve Rantzau
- (1814-1818) Christian Adolph Rantzau
- (1818-1828) Den Danske Stat
- (1828-1830) Frederik Wilhelm Treschow
- (1830-1840) H. Dinesen
- (1840-1851) Johan Ludvig Ammentorp
- (1851-1853) H. Larsen
- (1853-1854) pastor Seidelin
- (1854-1880) Hans Carlsen
- (1880-1887) Enke Fru Carlsen
- (1887-1924) Mads Larsen
- (1924-1942) Frederik Vilhelm Larsen
- (1942-1946) Enke Fru Gudrun Larsen gift Jørgensen
- (1946-1964) O. C. Jørgensen
- (1964-1995) Jørgen Larsen
- (1995-2025) Hans Frederik Larsen
- (2025-          Frederik Vilhelm Larsen